# NGC 2467

NGC 2467 et les alentours (photo de l'ESO.)

NGC 2467 est un jeune amas ouvert associé à une nébuleuse en émission situé dans la constellation de la Poupe. NGC 2467 a été découvert par l'astronome germano-britannique William Herschel en 1784.
NGC 2467 est à environ 1 355 pc (∼4 420 al) du système solaire et les dernières estimations donnent un âge de 12,6 millions d'années. La taille apparente de l'amas est de 15 minutes d'arc, ce qui, compte tenu de la distance, donne une taille réelle maximale d'environ 19 années-lumière.
À cause de sa forme, des auteurs l'ont surnommé « Skull and Crossbones nebula », (« nébuleuse de la tête de mort », ☠). Pour certains, à cause de ses couleurs, elle a l'apparence d'un mandrill. La nébuleuse renferme des régions où de vastes nuages d'hydrogène donnent naissance à des étoiles. Cette région est mentionnée dans l'ouvrage Hubble’s Universe: Greatest Discoveries and Latest Images.

## Description de la région de NGC 2467

### Les amas stellaires de la région
NGC 2467 a longtemps été considéré comme le noyau de l'association stellaire Puppis I. Cependant, NGC 2467 n'est pas en soi un amas ouvert, mais plutôt une superposition de plusieurs groupes d'étoiles qui sont dans la même ligne de vue et qui ont différentes vitesses radiales. L'un de ces groupes est composé d'étoiles très jeunes et elles sont très éloignées, au-delà de l'association Puppis OB2. Un autre groupe est plus rapproché, à une distance similaire à Puppis OB1, et il renferme des étoiles moins jeunes.
Il y a aussi deux autres amas stellaires dans cette région : Haffner 19 (H19 sur la légende de l'image WikiCommon) et Haffner 18 (H18 sur la légende).

### Les étoiles des amas
La région est dominée par une jeune étoile massive HD 64315 (en bas et à gauche du centre sur la légende) de type spectral O6. H19 est un amas compact qui renferme une sphère de Strömgren ionisée par une étoile chaude de type B0 V. H18 contient une très jeune étoile, FM3060a (voir la légende). Cette étoile vient de voir le jour et elle est encore entourée de son cocon natal. On estime l'âge de H19 à 2 millions d'années. L'âge de H18 est moins certain, certains le jugent aussi jeune qu'un million d'années. La région renferme d'autres étoiles précoces comme HD 64568 (voir la légende en haut à droite) dont la relation avec les amas n'est pas certaine.  

### La région HII de NGC 2467
La région HII de NGC 2467 a été la cible de diverses études pour mieux cerner le processus de formation des étoiles. Parmi les questions encore en suspens, on ne sait pas encore jusqu'à quel point les étoiles massives de type O ou B peuvent influencer la formation de nouvelles étoiles dans une telle région. Est-ce que ces étoiles massives peuvent déclencher le processus de formation d'autres étoiles? On a réalisé une recherche approfondie de cette région à l'aide du télescope spatial Spitzer. Cette recherche a permis de découvrir 45 protoétoiles avant que la réserve d'hélium liquide du télescope soit épuisée. La majorité de ces protoétoiles étaient situées le long du rebord de la région HII. Cette concentration d'étoiles en devenir le long du front d'ionisation nous fournit d'importantes évidences au sujet du déclenchement de la formation d'une étoile : ces protoétoiles sont concentrés dans des zones où l'onde de choc dans la zone d'ionisation comprime le gaz moléculaire.   

### Distance des amas H19 et H18
On a estimé que H19, H18 et la nébuleuses S311 (où se trouve l'étoile HD 64315) sont à  environ 5,9 kpc (∼19 200 al) et environ 6,3 kpc (∼20 500 al), les plaçant dans bras spiral de Persée de la Voie lactée. Mais, il y a un écart significatif entre ces distances mesurées cinématiquement et les distances mesurées par photométrie. Indépendamment de ces différences, H19 et H18 peuvent être considérés comme un groupe binaire.  

## Galerie

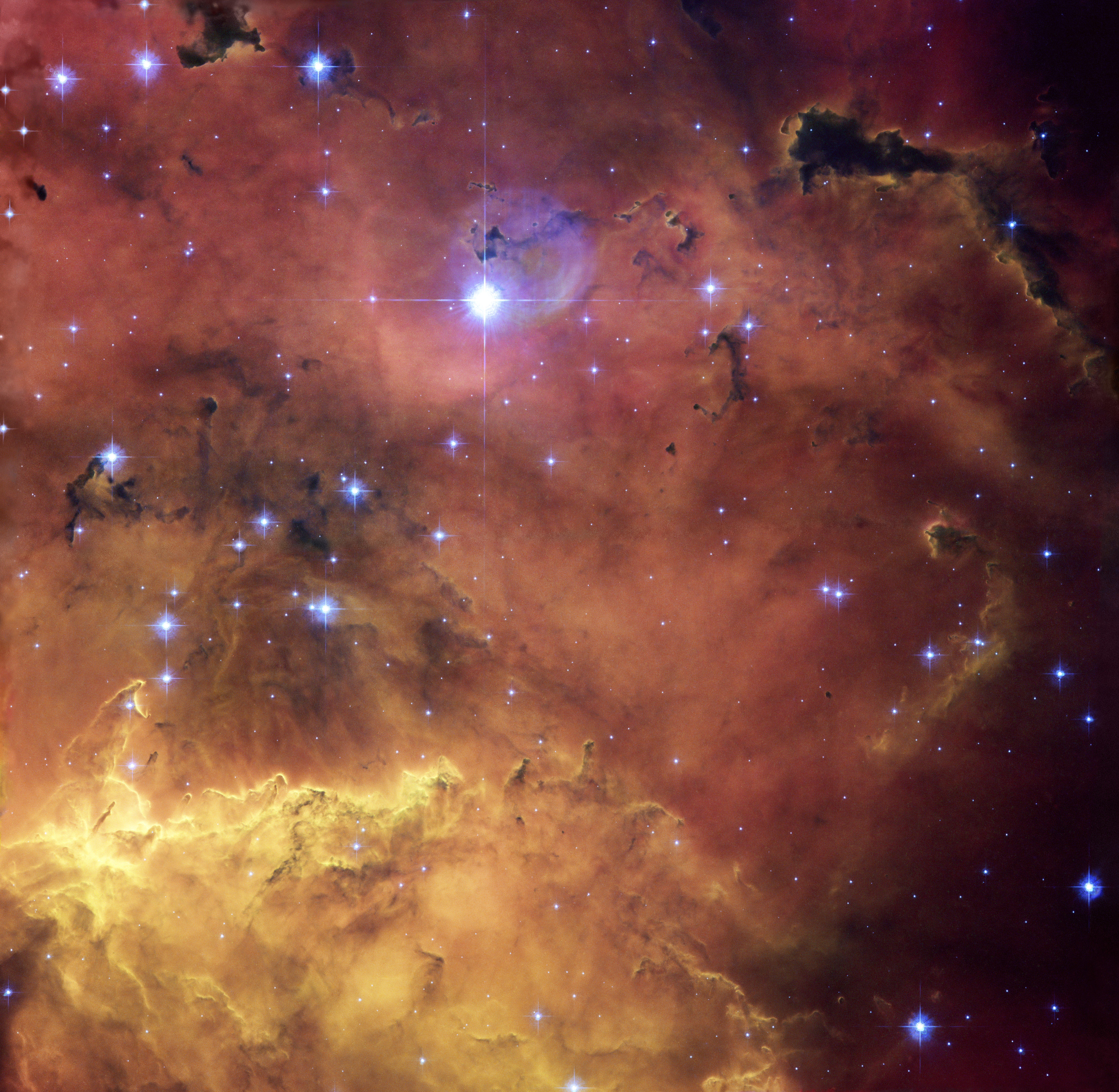
NGC 2467 par le télescope spatial Hubble.
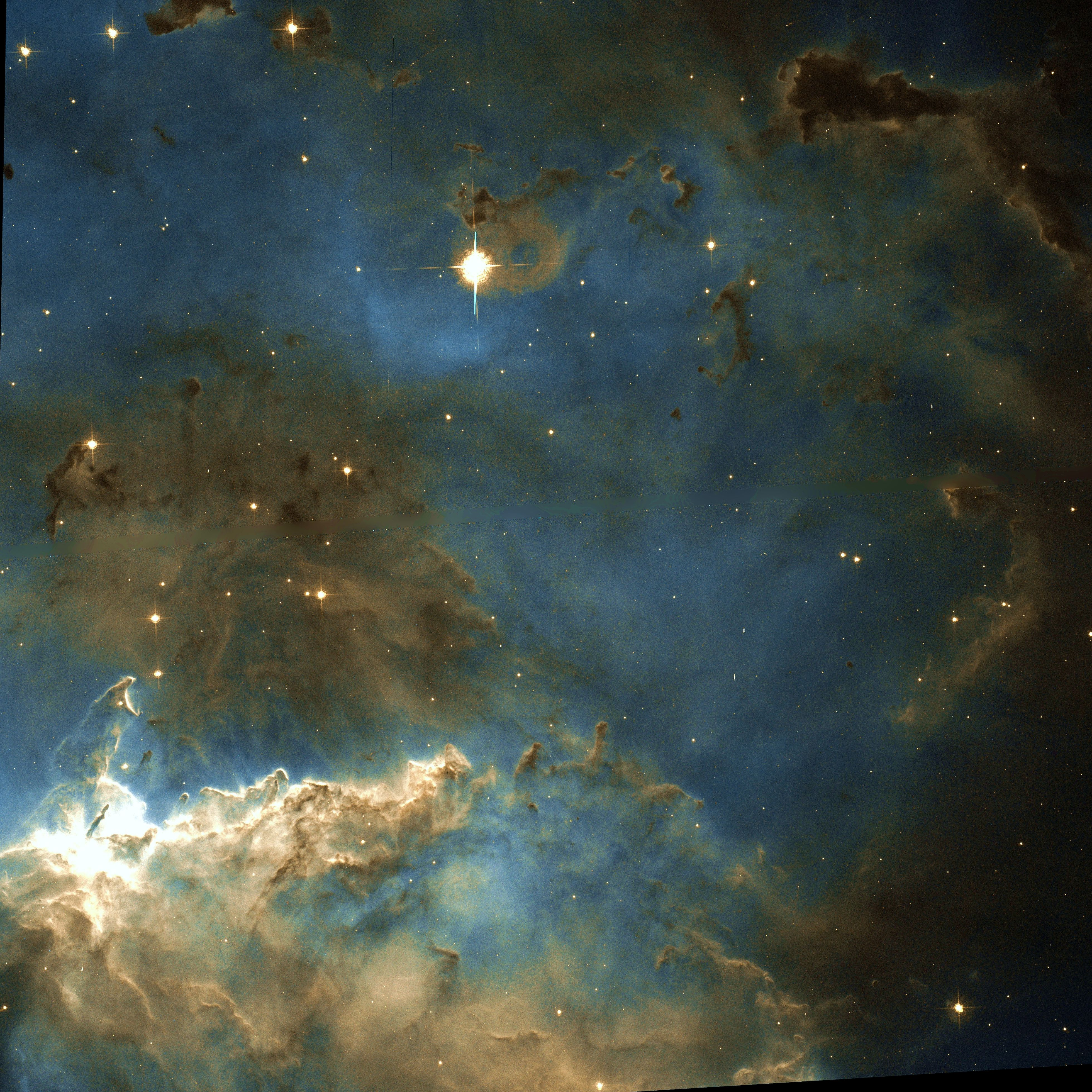
Une autre image de NGC 2467 par le télescope spatial Hubble.